# Aalborg-Hvalpsund Jernbane
Aalborg-Hvalpsund Jernbane (AHB) var en privatbane, der startede som Aars-Nibe-Svenstrup Jernbane (ANSJ) i 1899 og blev forlænget til Hvalpsund i 1910. Den blev også kaldt Nibebanen og – efter forlængelsen – Hvalpsundbanen.

## Aars-Nibe-Svenstrup Jernbane
En jernbane fra Svenstrup (Aalborg Kommune) over Nibe til Aars var med i den store jernbanelov fra 1894. Koncessionen blev udstedt 23. december 1895, og anlægsarbejdet startede i foråret 1897. Det meste af strækningen var kuperet med stigninger op til 12,5 ‰, så der måtte anskaffes kraftigere lokomotiver end normalt for en privatbane. Skinnerne var også kraftigere end tidligere brugt på en privatbane: 22,5 kg/m, hvilket gav mulighed for en tophastighed på 45 km/t. Banen blev åbnet 16. juli 1899. I 1969, hvor banen blev nedlagt, var nogle af skinnerne på 31,16 eller 32 kg/m og topfarten var 70 km/t.
Mellem Aalborg og Svenstrup benyttede banen DSB's spor fra 8. december 1902, hvor Aalborgs nye banegård blev åbnet. I Svenstrup opførte DSB en ny station vest for banen, fordi den gamle var for lille og lå øst for banen. Men AHB anlagde selv remise, drejeskive og brønd til brug i de 3 år, hvor Svenstrup var endestation.
AHB var den eneste privatbane, der gik mellem to DSB-landstationer. Banens driftsbestyrer mente, at man i stedet for at være afhængig af DSB i begge ender af banen skulle have egen ekspedition i Aars, hvor det kørende personale var stationeret. Så ANSJ opførte varehus og remise i Aars, men ikke stationsbygning, da ekspeditionen i første omgang blev varetaget af DSB's station lige overfor. I 1903 indrettede banen kontor i varehuset og overtog selv ekspeditionen, mens de rejsende stadig kunne benytte statsbanestationens ventesal.

## Aars-Hvalpsund
Forlængelsen fra Aars til Hvalpsund var med i den næste store jernbanelov fra 1908. Den blev åbnet 2. juli 1910. På de sidste km nordøst for Hvalpsund gik banen tæt på Limfjorden, og der var i de første år store problemer med højvande, så der måtte foretages løbende kystsikring.
Efter forlængelsen lod man DSB overtage stationstjenesten i Aars, da banen nu havde hovedkontor i Aalborg sammen med de to andre privatbaneselskaber Fjerritslev-Frederikshavn Jernbane (FFJ) og Aalborg-Hadsund Jernbane (AHJ). Driftsfællesskabet hed Nordjyllands Forenede Privatbaner, fra 1917 Aalborg Privatbaner (APB).
Selskabet hed nu Aalborg-Hvalpsund Jernbaneselskab, og der stod også Aalborg-Hvalpsund Jernbane på de banemærker, der blev brugt indtil 1917, hvor man gik over til fælles APB-mærker. Men ejendomsmærket på materiellet var AHB – hvor "B" stod for "Banen" – fordi forkortelsen AHJ var optaget af Aalborg-Hadsund Jernbane.

## Færgefarten
14. august 1925 fik AHB koncession på færgedriften over Hvalpsund til Sundsøre i Salling og blev Danmarks eneste privatbanefærgeri. Den dieseldrevne færge Hvalpsund blev bygget på Aalborg Værft. Den var Danmarks mindste jernbanefærge og kunne overføre 4 godsvogne eller 22 personbiler. 25. maj 1927 blev færgen og den lille godsstation i Sundsøre med pakhus og venterum sat i drift.

## Skrinlagte baneprojekter
Der havde på Salling været forslag om en Nørre Salling Jernbane, der skulle skabe forbindelse mellem Sundsøre og Sallingbanen (Skive-Glyngøre). Forslaget kom med i den store jernbanelov fra 1918, men blev ikke realiseret. I stedet kom der mellem Sundsøre og Roslev Station på Sallingbanen en bilrute, som Hvalpsundbanen gav tilskud til.
Samme store jernbanelov indeholdt tre projekter i Himmerland, som berørte AHB-stationer:
- Aars-Arden-Øster Hurup Jernbane
- Sebbersund-Løgstør-Overlade Jernbane ville forkorte afstanden mellem Aalborg og Løgstør og gøre jernbanen mere konkurrencedygtig overfor søfarten. Så AHB var positiv, selvom den kun skulle køre godset 29 km til Sebbersund i stedet for 50 km til Aars.
- Aalborg-Nørager Jernbane skulle gå tæt på AHB's opland og kunne være blevet en alvorlig konkurrent. Den skulle krydse AHB i Sønderholm, hvorfra den skulle køre en kortere vej til Aalborg.

Som de fleste andre projekter i jernbaneloven fra 1918 blev disse baner heller ikke anlagt.

## Landsdelsforbindelse
Med færgefarten over Hvalpsund betragtede AHB sig som en landsdelsforbindelse mellem Himmerland og Salling. Men med Himmerlandsbanernes strækning mellem Viborg-Aars kunne AHB-banen via Nibe-Aars også have givet en mere direkte forbindelse mellem Aalborg og Viborg på 102 km, mod 111 km via Hobro-Aalestrup (med rebroussering på begge stationer) og 132 km via Randers-Langå. AHB's driftsbestyrer gjorde i 1926 DSB opmærksom på muligheden for at køre direkte tog den korteste vej, men der kom ikke noget ud af det.

## Standsningssteder
- Aalborg banegård i km 0,0 – forbindelse med Frederikshavn via Hjørring, Aalborg-Hadsund Jernbane og Fjerritslev-Frederikshavn Jernbane.
- Skalborg station i km 3,9 – i starten kun krydsningsstation, først ekspedition for AHB fra 1942.
- Svenstrup holdested med sidespor i km 9,3 – forbindelse med Randers-Aalborg Jernbane. Efter få år oprykket til station.
- Godthåb billetssalgssted i km 12,6 blev hurtigt station med 92 m læssespor og sidespor til Zincks Fabrikker. I de følgende år fik den kvægrampe, varehus, krydsningsspor, mellemperron og kvægfold.
- Tostrup trinbræt i km 15,0 fra 1944.
- Store Restrup trinbræt i km 16,3/16,8 fra 1944.[1]
- Sønderholm station i km 17,6 med læssespor og fra 1902 krydsningsspor på 142 m. I 1915 blev varehuset og kvægfolden udvidet og krydsningssporet forlænget med 48 m. Der kom ikke megen bebyggelse omkring stationen, som lå 1½ km syd for Sønderholm by. I 1968 blev stationen nedsat til holdested.
- Nyrup Mark trinbræt i km 19,3 fra 24. september 1938.
- Binderup billetsalgssted i km 21,4 var indrettet i et baneformandshus og blev fra nytår 1921 nedsat til trinbræt.
- Skal trinbræt i km 22,5 fra 2. oktober 1949 med baneformandshus.
- Nibe station i km 24,6.
- Lundbæk billetsalgssted i km 27,4 var indrettet i et baneformandshus og blev fra nytår 1921 nedsat til trinbræt.
- Sebbersund station i km 29,1 med læssespor på 73 m, forlænget i 1911 og 1918 til i alt 148 m. Lå 1 km øst for Sebbersund by på den anden side af dæmningen over Sebber Sund.
- Halkær station i km 33,4 med læssespor på 73 m, forlænget til 124 m i 1912, hvor varehuset også blev udvidet. I 1968 blev stationen nedsat til holdested.
- Hedegårde trinbræt i km 35,7 fra 15. maj 1949. Skinneomnibusserne kunne standse her fra 1. august 1944.
- Vegger station i km 37,6 med baneformandshus og læssespor, der i 1910 blev forlænget til 87 m. Varehuset blev udvidet i 1913, og senere kom der krydsningsspor på 157 m.
- Skivum trinbræt i km 39,6 fra 2. oktober 1949.
- Langdal trinbræt i km 40,7 fra 2. oktober 1949.
- Blære station i km 42,4 med baneformandshus og læssespor, der i flere omgange blev forlænget til 138 m. Lå 1½ km fra landsbyen Blære, men der opstod en lille stationsby med mejeri og brugsforening. Syd for stationen blev der i 1907 anlagt et sidespor til en grusgrav, der var i brug til o. 1956.
- Svenstrupgårde trinbræt i km 45,9 fra 25. maj 1955.
- Aars station i km 49,6 – forbindelse med Himmerlandsbanerne. Fra 1910 benyttede banen DSB-stationen, fra 1966 var den kun godsstation.
- Pisselhøj trinbræt i km 52,5 fra 15. maj 1949. Skinneomnibusserne kunne standse her fra 1944.
- Jelstrupgårde trinbræt i km 54,0 fra 15. maj 1949. Skinneomnibusserne kunne standse her fra 1944.
- Havbro station i km 55,9 med sidespor til Havbro Brugsforening og krydsnings/læssespor på 178 m, fra 1918 også et læssespor på 60 m mod vest.
- Holme station i km 58,2 fra 1918 med læssespor på 100 m og baneformandshus med venteværelse og postlokale, fra 1936 trinbræt. Læssesporet fjernet o. 1960.
- Farsø station i km 61,9.
- Fandrup station i km 64,2[2] med 127 m læssespor. Stationen blev nedsat til holdested i 1964.
- Dammergårde trinbræt i km 65,4 fra 2. oktober 1949. Skinneomnibusserne kunne standse her fra 1944.
- Ullits station i km 68,8 med 210 m læssespor, der i 1921 blev forlænget til 232 m. Fra 1925 et 90 m langt sidespor til foderstofforeningen.
- Hestbæk trinbræt i km 72,1 fra 12. november 1950.
- Illerisøre trinbræt i km 74,2 fra 12. november 1950.
- Hvalpsund station i km 75,1 med 247 m krydsningsspor, læssespor og spor til den tosporede remise med drejeskive. I 1925 blev der anlagt 160 m stikspor til havnebyggeriet, og fra 1927 var der forbindelsesspor til færgehavnen. Der blev opført baneformandshus og to logihuse til overnattende jernbane- og postpersonale.

### Bevarede stationsbygninger
De ældre stationer mellem Svenstrup og Aars var tegnet af arkitekt Thomas Arboe, de nyere mellem Aars og Hvalpsund af arkitekt Einar Packness. Stationerne er nedrevet i Godthåb, Nibe (1971) og Farsø (1977).
- Sønderholm: Sønderholm Hedevej 61
- Binderup: Binderupvej 9
- Lundbæk: Løgstørvej 14
- Sebbersund: Sebbersundvej 1
- Halkær: Halkærvej 68
- Vegger: Algade 5
- Blære: Gl. Blærevej 7
- Havbro: Elevvej 15
- Holme: Holmevej 69
- Fandrup: Banevej 8
- Ullits: Mellemvej 12
- Hvalpsund: Havnepladsen 64
- Hvalpsund remise
- Hvalpsund logihus

## Nedlæggelsen
Banen blev nedlagt 31. marts 1969. Sporoptagningen blev påbegyndt i Svenstrup 3. juni 1969 og var afsluttet 3 måneder senere.
På Hvalpsund bortfaldt overførslen af godsvogne, hvis antal havde været stærkt faldende efter 2. Verdenskrig. Færgefarten med biler blev overtaget af de to kommuner på hver side af sundet og findes stadig.

## Strækninger hvor banetracéet er bevaret
Af banens 65,8 km (regnet fra Svenstrup) er der bevaret 39½ km tracé, heraf 10 km på "Bjergbanestien" mellem Svenstrup og Nibe og 22 km på "Naturstien Nibe-Hvalpsund".

### Svenstrup-Nibe
11. oktober 2013 blev Oldstien mellem Svenstrup og Godthåb udvidet til Bjergbanestien. Her blev banearealerne erhvervet af den gamle Aalborg Kommune og Nibe Kommune efter nedlæggelsen.
- Bjergbanestien svinger ind på banetracéet nordvest for Lejrevej i Svenstrup
- Bjergbanestien øst for Godthåb
- Bjergbanestien nordvest for Godthåb Station
- Bjergbanestien i Hasseris Ådal med Sønderholm Plantage i baggrunden
- Banen steg kraftigt op mod Sønderholm, deraf kælenavnet "bjergbanen"
- Ved Nyrup Mark er tracéet retableret efter mange års dyrkning og derfor lidt ujævnt
- Bjergbanestien krydser Binderup Å
- Øst for Nibe ses banetracéet bag indhegningen

### Nibe-Havbro
Naturstyrelsen har anlagt Naturstien Nibe-Hvalpsund, som følger banetracéet mellem Nibe og Havbro undtagen gennem Aars og på to korte strækninger gennem Vegger og ved Sebbersund, hvor tracéet ellers er bevaret. Mellem Nygårdsvej i Aars og Løgstørvej vest for byen er 1½ km tracé bevaret, men man har valgt at lade naturstien følge cykelstien langs Løgstørvej.
- Fra Koldsmindevej, der er anlagt på tracéet, fortsætter en sti
- Naturstien ved Lundbæk
- Naturstien syd for Sebbersund
- Hedegårde trinbræt med den genskabte Halkær Sø i baggrunden
- Banedæmning i Vegger fra Aagade til Skivumvej
- Broen over Halkær Å syd for Vegger
- Naturstien gennem Blære Stationsby
- Naturstien passerer Aars Skov
- I Aars møder Naturstien Himmerlandsstien
- Naturstien går fra inden det gamle stationsterræn i Aars
- Banetracéet ud af Aars benyttes ikke af Naturstien
- Naturstien mellem Aars og Havbro

### Havbro-Hvalpsund
Mellem Havbro og Hvalpsund er der kun bevaret mindre stykker af banetracéet, og Naturstien Nibe-Hvalpsund følger hovedsagelig bilvejene.
- Banedæmning syd for Havbro
- Banetracé sydvest for Borgergade i Fandrup
- Banetracé nordøst for Banevolden i Ullits
- Banestien fra Hestbæk til Hvalpsund